# Musée d'ethnographie de Genève
Pour les articles homonymes, voir MEG.
Le musée d'ethnographie de Genève (abrégé MEG) est un musée suisse situé dans le quartier de Plainpalais, à Genève. Consacré à l'ethnographie, il est lauréat du prix du musée européen 2017.

## Histoire

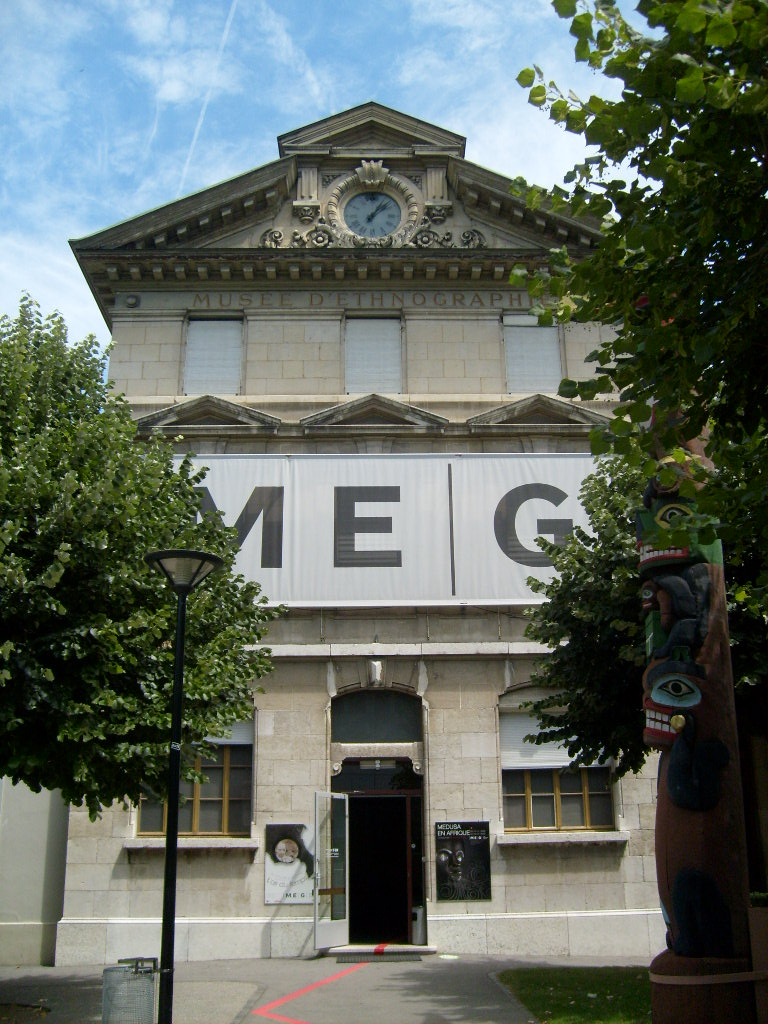
Façade de l'ancien batiment.

Inauguré le 25 septembre 1901, il est fondé à l'initiative du professeur Eugène Pittard qui fonde également une chaire d'anthropologie à l'université de Genève. Il s'installe d'abord dans la villa de Mon Repos. Pittard y réunit des collections publiques et privées, principalement les collections ethnographiques du musée archéologique et du musée Ariana, la collection du musée de la Société des Missions évangéliques et des armes du Musée historique genevois.
En 1939, le musée déménage et rouvre dans le bâtiment désaffecté de l'école primaire du Mail situé au boulevard Carl-Vogt. Ouvert le 12 juillet 1941, il y cohabite avec le département d'anthropologie de l'université jusqu'en 1967. Le bâtiment est agrandi en 1949 puis la ville acquiert en 1975 la villa Lombard qui devient l'annexe de Conches.
En 1995, un concours d'architecture prévoit l'implantation d'un nouveau musée à la place Sturm mais le plan est refusé par référendum le 2 décembre 2001. Dès lors, la ville envisage la rénovation et l'extension du bâtiment à son emplacement actuel. Le projet est approuvé à l'unanimité par le Conseil municipal le 21 mars 2007 et par la votation communale le 26 septembre 2010.
Le nouveau bâtiment du MEG, en forme de pagode, est inauguré le 31 octobre 2014, au terme d'un chantier d'une durée de quatre ans. Il s'agit d'une réalisation du bureau Graber Pulver Architekten AG, en collaboration avec le bureau ACAU, associé au bureau d'ingénieurs civils Weber + Brönnimann AG. Les salles d'exposition, ainsi qu'un auditorium se trouvent en sous-sol; le rez-de-chaussée accueille une cafétéria, une boutique, ainsi que la billetterie. Dans les étages, des ateliers de restauration et de médiation culturelle, ainsi que la bibliothèque qui porte le nom d'une mécène, Marie Madeleine Lancoux. Dans la bibliothèque, se trouve un espace permettant d'écouter de la musique du monde entier. L'ancien bâtiment a également été rénové. Une esplanade arborée s'étend entre les trois constructions qui forment cet ensemble: l'ancien et le nouveau bâtiment, ainsi qu'une école primaire.
Le musée est inscrit comme bien culturel d'importance nationale et a remporté le prix du musée européen en avril 2017.

## Distinctions
En 2015, le MEG a reçu le Red Dot Award Communication Design, dans la catégorie spatial communication/exhibition design pour la mise en scène de sa principale exposition. La même année, le MEG a également obtenu le Prix Multi-Media Art Innovative-Silver pour la chambre sonore conçue par l'artiste Ange Leccia, pour l'exposition principale. En 2017, le MEG s’est vu attribuer le prix 'EMYA' (European Museum of the Year Award, prix du musée européen), la plus haute distinction pour un musée européen. Le MEG a été récompensé en 2015 d’un Red Dot Award par le Design Zentrum Nordrhein Westfalen pour la qualité et l’originalité de la scénographie de son exposition permanente.

## Collections

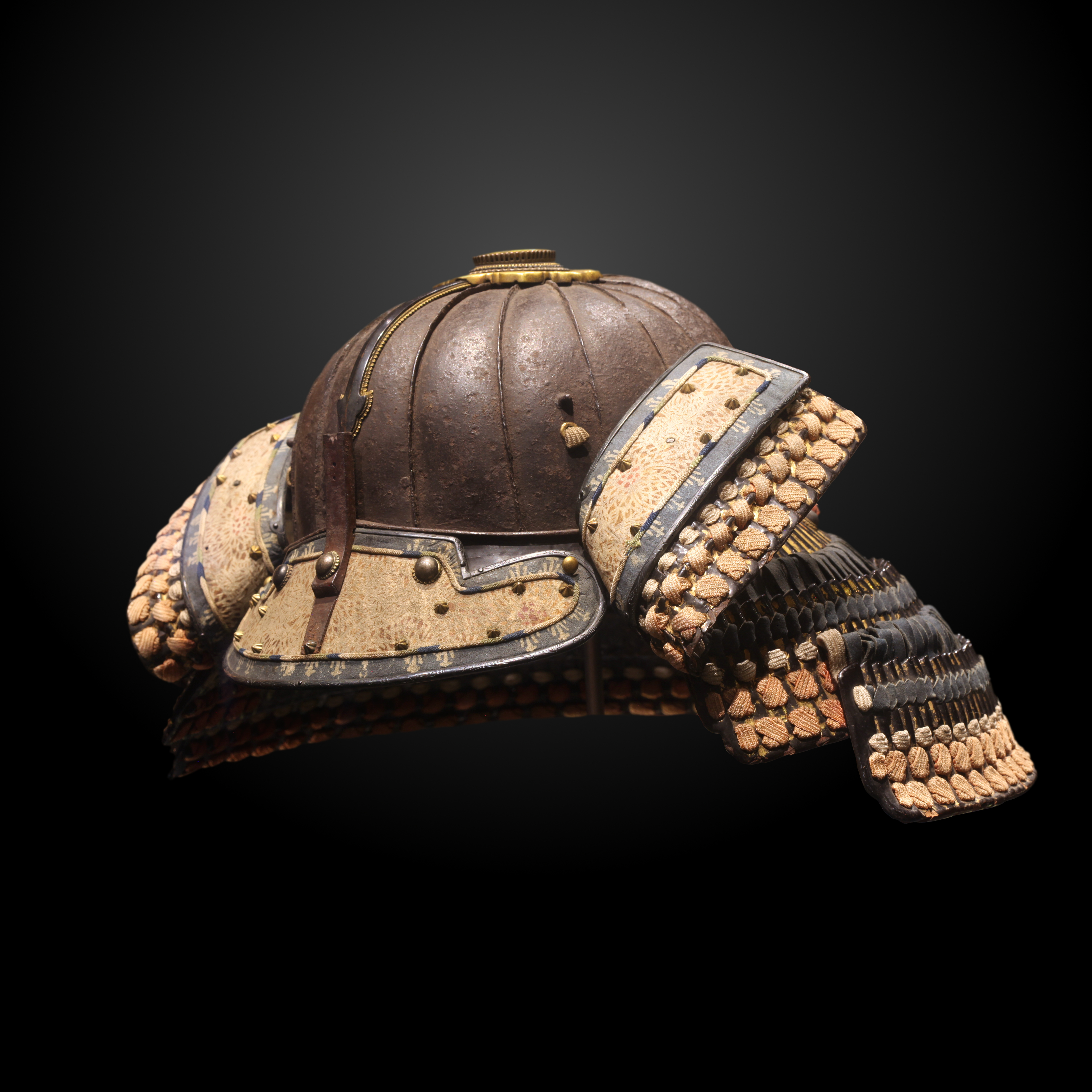
Casque japonais du XVe siècle.

Le MEG conserve 74 000 objets, 20 000 phonogrammes et 100 000 supports photographiques. Le MEG a fait le choix d’exposer dans le parcours permanent 1 000 pièces qui ont fait l’objet d’une sélection.
Faisant écho à l’Arche de Noé, le plateau flottant de l’entrée de l’exposition permanente regroupe des objets exotiques, des objets d’art perçus pour leur valeur marchande ou encore des objets récoltés par des missionnaires et scientifiques. À son côté, l’installation vidéo magistrale de l’artiste contemporain Ange Leccia prend forme, comme un sablier définissant le temps autour du motif universel de la mer, qui se rencontre dans tous les continents.

### Afrique
Entre les masques et les sculptures, quelques œuvres en deux dimensions. Elles sont signées par des artistes précurseurs du grand courant d’art pictural africain, peintres et dessinateurs : fresque politique de Bähaylu (Éthiopie), toiles de Rajonah, artiste malgache du début du XXe siècle, ou encore l’aquarelliste congolais Albert Lubaki, dont on exposa les œuvres colorées en Europe dans les années 1920 et 1930. L'artiste camerounais Ibrahim Njoya (1890-1960) est aussi représenté par une composition dessinée de portraits de rois camerounais, avec un portrait de lui-même au centre de l'assemblage.

### Asie
Fonds d’objets en provenance du Japon et collection de sculptures d’Inde du Sud. Le bodhisattva (chinois) de la compassion Avalokitasvara, avec ses 190 cm de hauteur.

### Amériques

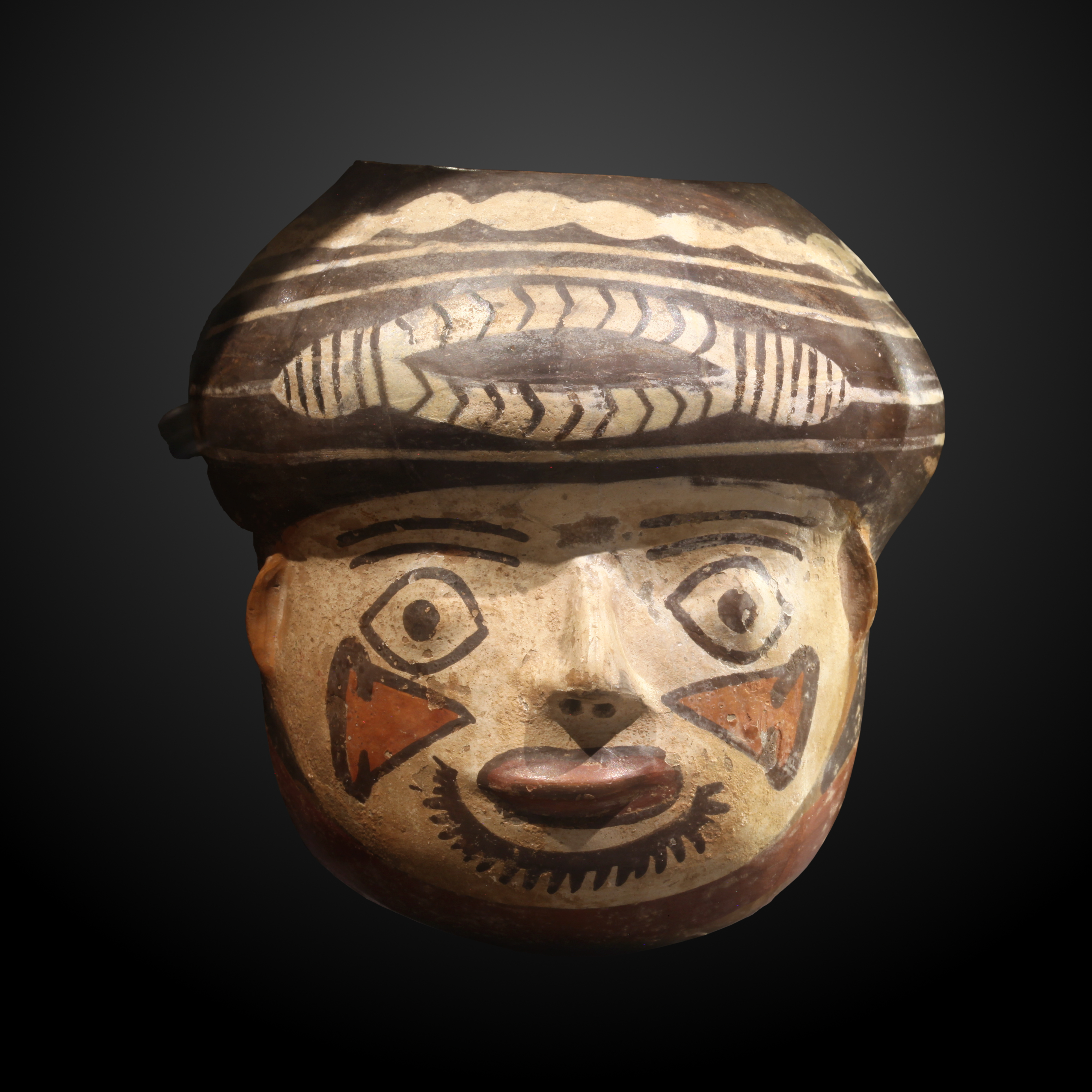
Jarre en forme de tête humaine (Pérou, entre).

Des objets précolombiens ou de cultures amazoniennes. Mais aussi des objets en provenance du Grand Nord, comme ce seau cérémoniel finement décoré provenant d’une société Inuit et qui était utilisé lors de la chasse à la baleine.

### Océanie
La Nouvelle-Guinée et l’Australie sont représentées. Eugène Pittard considérait la cape en plume ‘ahu’ula’ comme la pièce la plus précieuse de son musée: elle est composée de milliers de petites plumes d’oiseaux qui vivaient dans les îles Hawaï. Portée par le chef à l’occasion de cérémonies ou de combats, elle était supposée avoir un pouvoir protecteur.

### Europe
Le Vieux Continent n’est pas oublié : déjà Pittard avait œuvré pour que des objets issus des cultures populaires européennes figurent à l’inventaire. Grâce aux collaborations et aux échanges scientifiques, le département conserve des collections issues de 46 pays ou aires culturelles, les Balkans et l’arc alpin étant représentés : un objet en provenance des Grisons : un traîneau pour enfant, sculpté et peint comme une figure de manège.

### Ethnomusicologie

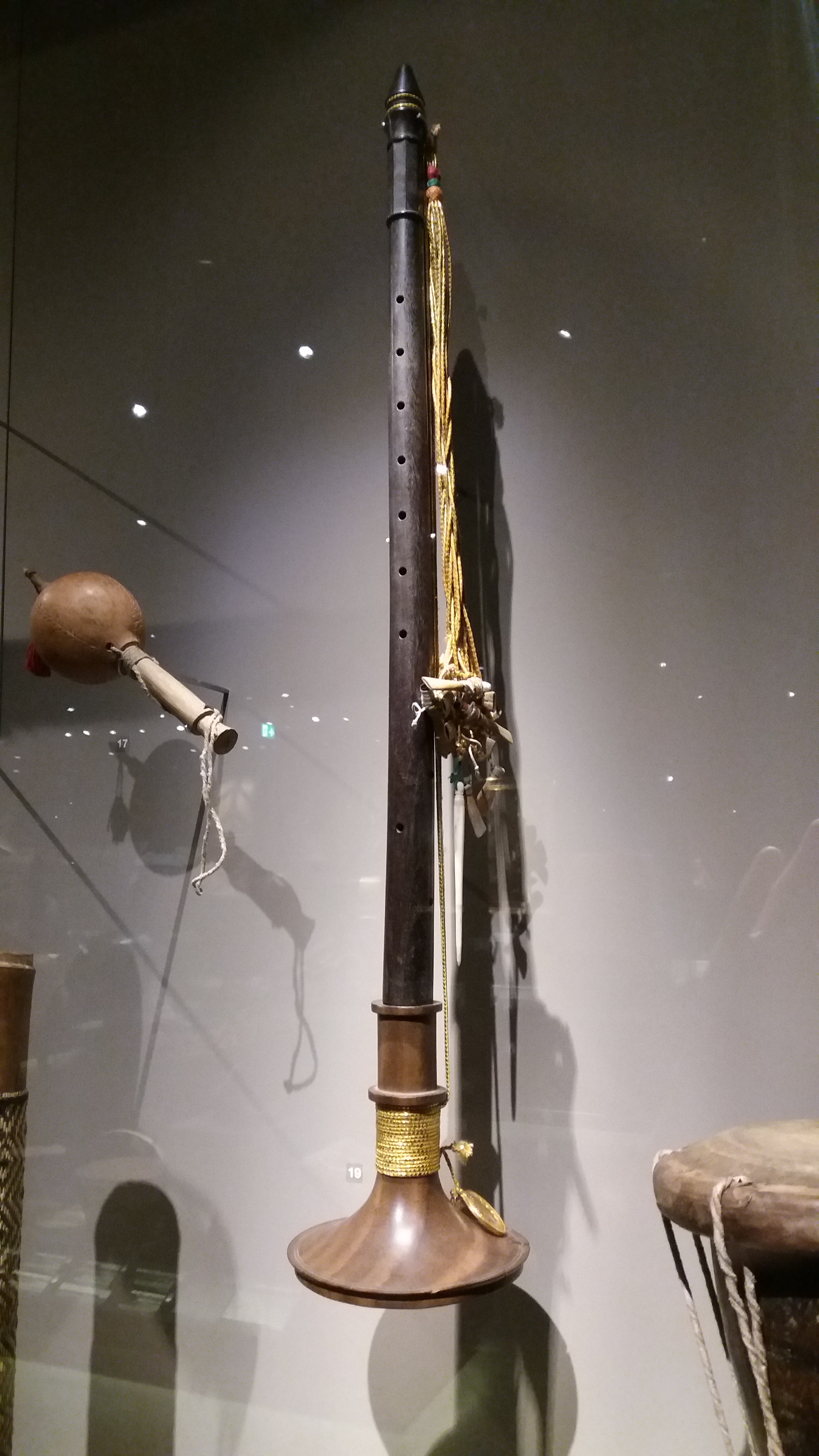
Nagasvaram ou Nadasvaram (hautbois), Inde, fin du XXe siècle.

Le musée possède un département d’ethnomusicologie doté d’un salon de musique dans la médiathèque, avec une importante collection d'enregistrements musicaux remontant au début du 20e siècle (16 000 heures de musique).

## Expositions présentes et passées[11]
- Afrosonica Paysages sonores (du 16 mai 2025 au 4 janvier 2026)
- Injustice environnementale Alternatives autochtones, (du 24 septembre 2021 au 21 août 2022)
- Jean Dubuffet, un barbare en Europe (du 8 septembre 2020 au 28 février 2021)
- Afrique. Les religions de l’extase, (du 18 mai 2018 au 6 janvier 2019)
- Amazonie. Le chamane et la pensée de la forêt (du 20 mai 2016 au 8 janvier 2017)
- Couleurs d’Amazonie. Exposition de photographie hors murs (du 28 avril 2016 au 30 novembre 2016)
- La vitrine des nouveaux dons au MEG. L’Afrique qui disparaît ! de Casimir Zagourski. La photographie de Georges Bourdelon (du 17 novembre 2015 au 28 février 2016)
- Le bouddhisme de Madame Butterfly. Le japonisme bouddhique (du 9 septembre 2015 au 10 janvier 2016)
- Les rois mochica. Divinité et pouvoir dans le Pérou ancien (du 1er novembre 2014 au 3 mai 2015)
- C’est de l’homme que j’ai à parler. Rousseau et l’inégalité (du 15 juin 2012 au 23 juin 2013)
- Le saveur des arts. De l’Inde moghole à Bollywood (du 27 mai 2011 au 18 mars 2012)
- Traces de rêves. Peintures sur écorce des Aborigènes d’Australie (du 17 septembre 2010 au 27 février 2011)
- A Madagascar. Photographies de Jacques Faublée, 1938-1941 (du 30 avril 2010 au 26 septembre 2010)
- Le regard de Kannon (du 29 janvier 2010 au 26 septembre 2010)
- L’air du temps (du 13 mars 2009 au 26 septembre 2010)
- Villa sovietica (du 2 octobre 2009 au 20 juin 2010)
- Medusa en Afrique. La sculpture de l’enchantement (du 14 novembre 2008 au 31 janvier 2010)
- Cadrer l’EST (du 18 septembre 2009 au 8 novembre 2009)
- Hors jeu (du 21 mai 2008 au 26 avril 2009)
- Bambous kanak. Une passion de Marguerite Lobsiger-Dellenbach (du 29 février 2008 au 15 mars 2009)
- Le vodou, un art de vivre (du 5 décembre 2007 au 31 août 2008)
- Scénario Catastrophe (du 28 mars 2007 au 6 janvier 2008)
- Un Genevois autour du monde. Alfred Bertrand (1856-1924) (du 9 février 2007 au 9 décembre 2007)
- Thangka du bouddhisme tibétain. La collection du MEG (du 3 juillet 2007 au 16 septembre 2007)
- L’invité du MEG : le musée Barbier-Mueller (du 24 avril 2007 au 26 août 2007)
- NOUS AUTRES (du 11 novembre 2005 au 1er avril 2007)
- De toutes les couleurs. Un siècle de dessins dans les écoles genevoises (du 24 mai 2006 au 31 décembre 2006)
- La fibre des ancêtres (du 22 mars 2006 au 31 décembre 2006)
- Les feux de la Déesse. Mythes et rituels du Kerala (du 16 mars 2005 au 31 décembre 2005)
- Sous la griffe du Dragon, Costumes de cour de la dynastie Qing (à la collection Baur) (2004)
- Another Passage to India (2004)
- Cent objets - le choix du public (2004)
- Sans objet - Cent objets (2004)
- Goulag, le peuple des zeks (2004)
- Le Musée s'emballe... (rendez-vous hebdomadaire dans les collections) (2003)
- ...pour les piqués de la Tarentule (2003)
- ...pour l'« Art et les enfants » (2003)
- ...pour les fêtes : santons, crèches et jouets (2003)
- OBJECTIFS TERRE, Photographies de Monique Jacot et Gustave Roud (2003)
- Fernand Grébert au Gabon (1913-1932) (2002)
- Objets... avez-vous donc une âme ? (2002)
- Bharatanâtyam, la danse des dieux (2002)
- Gabès (flèche avec deux pointes gauche-droite) Genève. Sources et ressources d'un Tunisien de Gabès à Genève (2002)
- Pâtamodlé, l'éducation des plus petits, 1815-1980 (2001)
- Les otages oubliés, photographies de Zalmaïd Ahad (2001)
- PAIX, 100e anniversaire du premier Prix Nobel de la Paix à Henry Dunant (2001)
- Les extrêmes du triangle polynésien, côte à côte. Îles Hawaï, île de Pâques, (2001) Nouvelle-Zélande, 1994-2001 Photographies de Muriel Olesen et Gérald Minkoff George Huebner 1862-1935 : um fotografo em Manaus (Manaus, Brésil)
- Temps de pause, photographies de Fausto Pluchinotta (2001)
- Kua et Himba, deux peuples traditionnels du Botswana et de Namibie face au nouveau millénaire (2001)
- Derrière le miroir, photographies de Jean Mohr (2001)
- La Reine de Saba - Bilqîs - Mâkedâ : une légende noire et dorée (2001)
- Peintures murales des monastères bouddhiques du Cambodge (2001)
- Pygmées : d'un regard à l'Autre (2001)
- Bons baisers de la Jonction, photographies de Simone Oppliger (2000)
- George Huebner 1862-1935 : un photographe à Manaus (2000)
- La Route vers Samarcande, L'Asie centrale dans l'objectif des voyageurs d'autrefois (2000)
- "Un musée pour une ville monde" (2000)
- "Mémoire kanak, les bambous gravés de Nouvelle-Calédonie" (au Palais des Nations) (2000)
- Le mandala du Bouddha de Médecine (2000)
- Le Monde et son double, Trésors du Musée d'ethnographie de Genève (au Musée Rath) (2000)
- Vive l'Espérance!: Le Brésil, au regard de 500 ans d'exclusion, photographies de Douglas A. Mansur (2000)
- La mort à vivre, Petit manuel des rites mortuaires (1999)
- Le Feu. Feu dévorant, feu domestique, feu sacré (1999)
- Fremdes Wien et Xenographische Bilder (1999) Photographies de Lisl Ponger
- Mondes du travail - Images du Sud (1999)
- Frechal, terre africaine au Brésil. Photographies de Christine Leidgens (1999) Les plis du temps : Science, mythe et Horace Bénédict de Saussure à Annecy Lumières du Tibet à Lyon
- Mes Arabies, exposition de photographies de Samer Mohdad (Genève - Méditerranée) (1999)
- L'art et les enfants au Musée d'ethnographie (1999)
- Fantômes de l'Himalaya (1999)
- Museums'99 (1999)
- Diablitos et Carnaval (1999)
- L'Art brut : de la clandestinité à la consécration (1998)
- Les plis du temps : Science, mythe et Horace Bénédict de Saussure (1998)
- Masques Bwaba, masques d'Appenzell : une rencontre (1998)
- Adieu l'Amazonie (1998)
- Le Cordel brésilien : Des poèmes pour le peuple (1998)
- Nicolas Bouvier : « Le vent des routes » (1998)
- Râgamalâ. Écouter des couleurs, peindre des sons (1998)
- Objet (1998)
- En attendant le Prince charmant. L'éducation des jeunes filles à Genève de 1740 à 1970 (1997)
- Théâtres d'Orient (1997) « Samivel en montage : les visions d'un amateur d'abîmes » à Turin, puis à Chamonix
- Décider, c'est penser à la septième génération à venir (1997) Photographies de Max Vaterlaus Vivre ensemble à la Jonction Photographies de Simone Oppliger
- Mémoires d'esclaves (1997)
- Museum'97 (1997)
- Freddy Bertrand, 40 ans de photographie de presse à Genève (1997)
- « La Dech'Art'ge » de Simonet et « Couleurs d'Afrique » de Tchif (1997) Expressions esthétiques contemporaines au Bénin
- Imageries (1997)
- Femmes en rouge, l'univers quotidien des femmes Himba (Namibie) (1997)
- Saris et châles de l'Inde (dans le cadre de Orchidée 97) (1997)
- Du pays de Vaud au pays du Vaudou, ethnologies d'Alfred Métraux (1996)
- Polataka, les couleurs de la vie (1996)
- Samivel en montagne, les visions d'un amateur d'abîmes (1996)
- Saris et châles de l'Inde (1996)
- De la Croix au Lotus. L'itinéraire spirituel de Jean Eracle, prêtre et bonze (1996) Les mers du Sud ou l'envers du paradis La vie quotidienne des Amérindiens aux temps précolombiens «Masques du monde» à Martigny
- Jean Piaget, agir et construire (1996) Aux origines de la connaissance chez l'enfant et le savant
- La flèche au cœur. Une traversée côte à côte en terre indienne dans le sud-ouest des États-Unis (1996) Photographies de Gérald Minkoff et Muriel Olesen
- «Samivel en montage : les visions d'un amateur d'abîmes» (1996)
- Autoportraits du Nouveau Monde (collections précolombiennes) (1995)
- Diversité 95, Genève (1995) Cent masques dans le Pavillon rouge Haut les masques La mosaïque genevoise, modèle de pluriculturalisme ? Musique à la croisée des cultures Des Jumeaux et des autres Quand on a la santé, Genève, 1900-1960 La mort et l'oubli Photographies de Johnathan Watts et Teuvo Lehti « Les secrets d'un almanach » à Martigny
- L'Amazonie d'une baronne russe. Des Andes à l'Atlantique en 1903 (1994)
- À vos places! Écoles primaires entre élitismes et démocratie, Genève 1880-1960 (1994)
- Jouets russes. Collection d'art populaire Anatoly Panine (1994)
- Trois salles océaniennes d'exposition permanente (1994)
- Anciennes armes de jet en Afrique au sud du Sahara (1994)
- Le mandala de Çakrasamvara (1994)
- Arabiques. Musiques en jeu dans la péninsule (1994) Photographies d'Alain Saint-Hilaire
- Manu. Biosphère de l'Amazone péruvienne (1994) Photographies d'André et Cornelia Bärtschi
- La beauté du reste. Confession d'un conservateur de musée (1993)
- Martín Chambi (1891-1973), photographe des Andes (1993)
- Thanka de l'Himalaya, images de la sagesse (1993)
- Fourches en diable au MEG, puis à Annecy (1993)
- Masques africains, installation du 100e masque (1993)
- « L'Homme et les Alpes : la traversée des apparences » à Grenoble et à Sion (1993)
- C'était pas tous les jours dimanche... (1992)
- Vie quotidienne du monde ouvrier, Genève 1890-1950 (1992)
- Afriques magiques (1992)
- Chili indigène (1992)
- Vies inutiles? Ethnographie d'un couvent (1992) Photographies de Françoise Sautier
- Le peuple de Raoni (1992) Photographies de Gustaaf Verswijver
- Vaches d'utopie (1991)
- Il y a 90 ans, le monde se passionnait pour un biscuit. Biscuits Pernot (1991)
- Mondes en musique (1991)
- Armes et armures de l'ancien Japon (1991)
- « Siwa - Keidas Egyptissä » à Helsinki (1991)
- Les cahiers au feu... Usages des souvenirs d'école (1990)
- L'Inde aux mille visages (1987)
- Égypte, oasis d'Amun-Siwa (1986)
- La collection Bettina Leopoldo (1986)

## Collaborations
Le musée collabore avec diverses institutions, dont les Ateliers d'ethnomusicologie. Pour son album Amazônia (2021), le compositeur Jean-Michel Jarre utilise des enregistrements ethniques (voix, chansons et instruments) issus des archives sonores du musée.